# Австралийско-восточнотиморские отношения
Австралийско-восточнотиморские отношения — двусторонние дипломатические отношения между Австралией и Восточным Тимором. Государства являются членами Организации Объединённых Наций.

## История

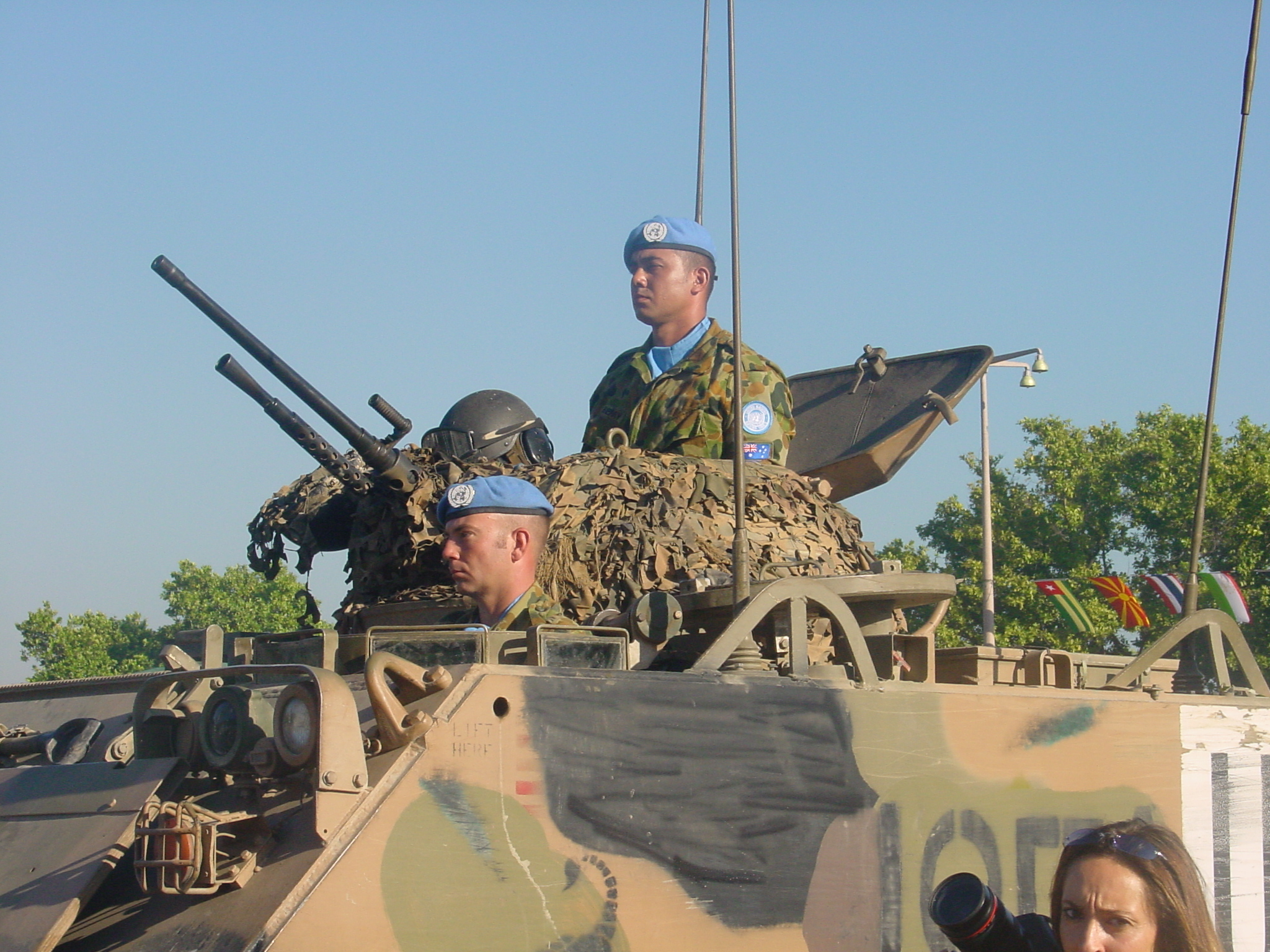
Австралийские миротворцы в Восточном Тиморе.

В 1975 году премьер-министр Австралии Гоф Уитлэм заявил индонезийским властям, что его правительство не будет возражать против оккупации Восточного Тимора, что вызвало внутри страны разногласия. В октябре 1975 года индонезийские войска пересекли границу Восточного Тимора с территории Западного Тимора в городе Балибо. Среди убитых наступающими индонезийскими войсками были пятеро австралийских журналистов, которые стали известны как «пятёрка Балибо». Многие в Австралии и других странах были убеждены, что убийство безоружных репортеров было преднамеренным. Поддержка Австралией оккупации Восточного Тимора время от времени подвергалась критике. Австралия и Индонезия заключили несколько договоров о границе с Восточным Тимором во время оккупации, что вызвало несколько конфликтов в австралийско-восточнотиморских отношениях, после обретения независимости острова.
Восточный Тимор обрёл независимость 20 мая 2002 года, после 24 лет оккупации Индонезией и трёх лет управления ООН. Процесс обретения независимости Восточного Тимора начался с референдума, организованного Организацией Объединённых Наций, Индонезией и бывшей колониальной державой Португалией, чтобы население могло выбрать между автономией в составе Индонезии или независимостью. Подавляющее большинство восточнотиморцев проголосовали за независимость. Австралия возглавила «Международные силы Восточного Тимора» во время кризиса в 1999 году, чтобы остановить нападения индонезийских ополченцев и армии на восточнотиморское гражданское население и создать администрацию ООН.
В 2002 году Восточный Тимор стал первым новым суверенным государством XXI века. Присутствие Австралии в Восточном Тиморе углубилось после обретения независимости, особенно после внутреннего конфликта 2006 года и отправки австралийских миротворцев.
В 2004 году Австралия в ходе переговоров с Восточным Тимором о разделе нефтегазового месторождения прослушивала восточнотиморские правительственные помещения. Заключённый в результате этих переговоров договор был впоследствии пересмотрен в пользу Восточного Тимора.

## Экономические и торговые отношения
В 2013–2014 годах Восточный Тимор занимал 118-е место среди крупнейших торговых партнёров Австралии, объём товарооборота между странами составил сумму 24 миллиона долларов США. Австралия и Восточный Тимор сотрудничают в области сельского хозяйства, при этом крупнейшим экспортным товаром сельскохозяйственной продукции Восточного Тимора является кофе. Другими потенциальными сельскохозяйственными культурами для экспорта являются ваниль, специи, свечной орех и пальмовое масло.

## Посольства и консульства
Посольство Австралии в Восточном Тиморе находится в Дили, а у Восточного Тимора есть посольство в Канберре.
Восточный Тимор имеет консульства в каждом штате Австралии. Большинство этих миссий возглавляют почётные консулы.